# Nina Arjípova
Nina Arkhipova (Omsk, Rusia, 1 de mayo de 1921-Moscú, 24 de abril de 2010) fue una actriz de teatro y televisión rusa.

## Carrera artística
Su trayectoria escénica está asociada al teatro Maly de San Petersburgo; y entre sus actuaciones en películas destacan: Quemado por el sol (1994), Quarantine o Errores de juventud (1978).